# Not Giving Up
"Not Giving Up" é uma canção do girl group inglês The Saturdays. Foi lançado em 6 de abril de 2014 como o quinto e último single de seu quarto álbum de estúdio Living for the Weekend (2013). A canção foi escrita por Antonio Egizii, Celetia Martin, David Musumeci, Carl Ryden e Carla Marie Williams, e produzido por Ryden.
"Not Giving Up" foi exibido pela primeira vez no programa das The Saturdays "Chasing the Saturdays", em janeiro de 2013. O vídeo musical marcou o retorno oficial de Frankie Sandford ao grupo, depois de tirar férias em 2013 para ter seu primeiro filho.

## Informações
Em 28 de janeiro de 2014, durante um dos vídeos do grupo "Flip", Rochelle Humes e Una Foden, revelaram o novo vídeo musical do grupo, mostrando as roupas que iriam usar. Elas não revelaram como seria o vídeo do single, mas Foden descreveu o vídeo como "sexy, vibrante e impetuoso", enquanto Humes disse que ficaria "forte".
Em 1 de fevereiro, "Flip", Frankie Bridge anunciou que "Not Giving Up" seria o próximo single lançado de Living for the Weekend. Ela disse: "Estamos tão entusiasmadas, ouvimos todos vocês fãs e sabemos que todos amam, então foi um pouco incontrolável para nós. Todas nós amamos e pensamos: "Nós temos que liberá-lo'. Acabamos de terminar o vídeo por isso, estou tão animada, é um pouco diferente do que fizemos antes, será perverso". O single também foi confirmado pelo grupo via Twitter.  O single foi lançado em 11 de fevereiro.

## Videoclipe
O vídeo da música foi filmado em 28 de janeiro de 2014. Foi lançado no canal do grupo no YouTube em 18 de fevereiro de 2014. O vídeo mostra as meninas executando a canção com varas brilhantes.

## Faixas
Not Giving Up - CD Single
(Released 4 Apr, 2014)
1. "Not Giving Up" (Radio Mix)" - 3:19
2. "Bigger" - 2:50
3. "Not Giving Up" (Karaoke Version)" - 3:19
4. "Leave A Light On" (The Collective Radio Edit)" - 3:57

Not Giving Up - Digital Single
(Lançado 4 de abril, 2014)
1. "Not Giving Up" (Radio Mix)" - 3:18

Not Giving Up - EP
(Lançado em 4 de abril, 2014)
1. "Not Giving Up" (Extended 12" Version)" - 4:52
2. "Bigger" - 2:50
3. "Not Giving Up" (Cahill Remix Radio Edit)" - 3:08
4. "Not Giving Up" (TKNIK Radio Edit)" - 3:19
5. "What About Us" (Acoustic Live from Transmitter Studios / 2014)" - 2:54

Not Giving Up - Remix EP
(Released 4 Apr, 2014)
1. "Not Giving Up" (JRMX Club Heaven Radio Edit)" - 3:51
2. "Not Giving Up" (Cahill Remix)" - 6:10
3. "Not Giving Up" (JRMX WeLovePop Remix)" - 6:18
4. "Not Giving Up" (TKNIK Remix)" - 6:12
5. "Not Giving Up" (JRMX Club Heaven Club Mix)" - 6:28

## Desempenho nas paradas
| Chart (2014)                     | Maio posição |
| -------------------------------- | ------------ |
| Irlanda (IRMA)                   | 26           |
| Escócia (Scottish Singles Chart) | 15           |
| Reino Unido (UK Singles Chart)   | 19           |

## Histórico de lançamento
| País           | Data               | Formato                             | Gravadora           | Ref           |
| -------------- | ------------------ | ----------------------------------- | ------------------- | ------------- |
| Irlanda        | 4 de Abril 2014    | CD single digital download remix EP | Fascination Polydor | [ 12 ] [ 13 ] |
| United Kingdom | 6 de Abril de 2014 | CD single digital download remix EP | Fascination Polydor | [ 6 ] [ 7 ]   |